# اکسونین
اکسونین(به انگلیسی: Oxonine) یک ترکیب هتروسیکل غیراشباع از نه اتم است که اکسیژن در یکی از موقعیت‌ها جایگزین کربن شده‌است. اکسونین یک ترکیب غیرآروماتیک است.

## همچنین ببینید
- فوران
- سیکلونوناتتراان
- اکسپین